# Cá tầm Alabama
Cá tầm Alabama, (danh pháp khoa học: Scaphirhynchus suttkusi), là một loài cá cực kỳ nguy cấp của cá tầm có nguồn gốc từ Hoa Kỳ và bây giờ chỉ tồn tại trong 130 dặm (210 km) của hạ lưu sông Alabama. Cá có màu da cam hơi vàng đặc biệt, có chiều dài khoảng 30 inch, và được cho là có tuổi thọ 12-20 năm. Các nhà sinh học đã được biết đến của cá từ những năm 1950 hoặc năm 1960, nhưng sự đa dạng lớn các loài thủy sản ở Alabama ngăn cản xác định chính thức đến năm 1991.
Các cá tầm Alabama lần đầu tiên được đề xuất cho tình trạng được bảo vệ trong những năm 1990, mặc dù lúc đó loài cá này đã rất hiếm tồn tại của nó là không chắc chắn. Việc bảo vệ loài cá này bị phản đối bởi một loạt các ngành công nghiệp nằm dọc theo sông Alabama do lo sợ tác động kinh tế. Lập luận chính của các đối thủ rằng nó đã bị tuyệt chủng hoặc không phải là một loài riêng biệt. Trong phản ứng chống đối này, Cục Cá và Động vật hoang dã Hoa Kỳ đã không còn nỗ lực để đặt loài cá này vào danh sách các loài nguy cấp. Sau đó, Ray Vaughan, một luật sư môi trường tại Montgomery, Alabama, đã kiện Cục Cá và Động vật hoang dã, vào năm 2000, giành được, yêu cầu Cục Cá và Động vật hoang dã đưa loài cá tầm Alabama vào danh sách các cá được bảo vệ. 